# Feistiellaceae
Feistiellaceae, porodica fosilnih parožina u redu Charales. Postoji 38 priznatih vrsta u tri roda

## Rodovi
1. Amblyochara L.Grambast  6 vrsta
2. Feistiella Schudack  8 vrsta
3. Nitellopsis 24 vrste